# Lista de papas

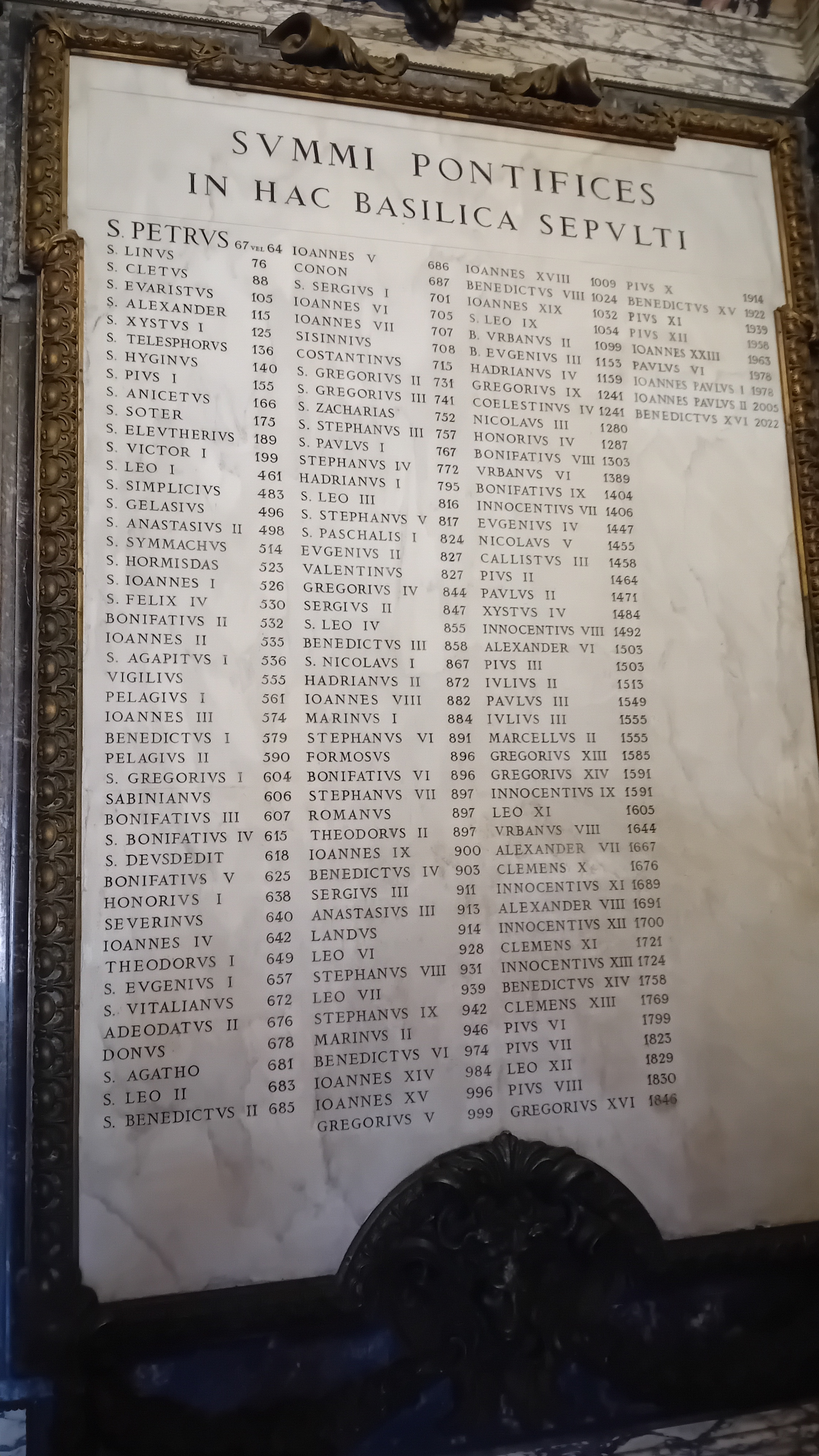
Inscrição na Basílica de São Pedro com o nome dos papas ali sepultados.

Esta é uma lista sucessória dos papas, chefes da Igreja Católica Apostólica Romana, com indicação dos seus anos de pontificado. O título de Papa passou a ser utilizado a partir do século III.
Não existe uma lista oficial de papas, mas o Anuário Pontifício, publicado anualmente pelo Vaticano, contém uma lista que é geralmente considerada a mais correta. Em 2001, foi feito um estudo rigoroso pela Igreja Católica sobre a história do papado. Também é utilizada como fonte a Lista de papas da Enciclopédia Católica.
Nunca houve um papa "João XX", nem um papa "Martinho II" ou "Martinho III" (ainda que sejam assim designados por vezes os papas Marinho I e  Marinho II, respectivamente). Para a numeração dos papas com nome "Estêvão", consulte Papa Estêvão. A numeração dos papas de nome "Félix" foi posteriormente corrigida para omitir o Antipapa Félix II. No entanto, a maioria das listas ainda nomeiam os últimos dois papas de nome Félix como Félix III e Félix IV. Adicionalmente, ainda houve um Antipapa Félix V.
Os nomes mais frequentes são "João" (21 vezes, sendo João XXIII o último ), "Bento" (16 vezes, sendo Bento XVI o último), "Gregório" (16 vezes, sendo Gregório XVI o último), "Clemente" (14 vezes, sendo Clemente XIV o último), "Leão" (14 vezes, sendo Leão XIV o último), "Inocêncio" (13 vezes, sendo Inocêncio XIII o último) e "Pio" (12 vezes, sendo Pio XII o último).

## Papas
| Nº  | Nome Nome em latim                                           | Imagem | Pontificado                                        | Lugar de Nascimento                         | Duração              | Notas                  |
| --- | ------------------------------------------------------------ | ------ | -------------------------------------------------- | ------------------------------------------- | -------------------- | ---------------------- |
| 1   | Pedro Petrus                                                 |        | c. 28 de outubro de 30 a c. 29 de junho de 67      | Betsaida, Galileia, Império Romano          | c. 36 anos, 244 dias | [ nota 2 ]             |
| 2   | Lino Linus                                                   |        | c. 67 a c. 76                                      | Tuscia, Itália, Império Romano              | c. 8–9 anos          | [ nota 3 ]             |
| 3   | Anacleto Anacletus                                           |        | c. 76 a c. 88                                      | Atenas, Acaia, Império Romano               | c. 11–12 anos        | [ nota 3 ]             |
| 4   | Clemente I Clemens Primus                                    |        | c. 88 a c. 97                                      | Roma, Itália, Império Romano                | c. 8–9 anos          | [ nota 3 ]             |
| 5   | Evaristo Evaristus                                           |        | c. 97 a c. 105                                     | Belém, Judeia, Império Romano               | c. 7–8 anos          | [ nota 3 ]             |
| 6   | Alexandre I Alexander Primus                                 |        | c. 105 a c. 116                                    | Roma, Itália, Império Romano                | c. 10–11 anos        | [ nota 3 ]             |
| 7   | Sisto I Xystus Primus                                        |        | c. 116 a c. 125                                    | Roma, Itália, Império Romano                | c. 8–9 anos          | [ nota 3 ]             |
| 8   | Telésforo Telesphorus                                        |        | c. 125 a c. 138                                    | Atenas, Acaia, Império Romano               | c. 12–13 anos        | [ nota 3 ]             |
| 9   | Higino Hyginus                                               |        | c. 138 a c. 142                                    | Atenas, Acaia, Império Romano               | c. 3–4 anos          | [ nota 3 ]             |
| 10  | Pio I Pius Primus                                            |        | c. 142 a c. 155                                    | Aquileia, Império Romano                    | c. 12–13 anos        | [ nota 3 ]             |
| 11  | Aniceto Anicetus                                             |        | c. 155 a c. 166                                    | Emersa, Síria, Império Romano               | c. 10–11 anos        | [ nota 3 ]             |
| 12  | Sotero Soterius                                              |        | c. 166 a c. 175                                    | Fondi, Império Romano                       | c. 8–9 anos          | [ nota 3 ]             |
| 13  | Eleutério Eleutherius                                        |        | c. 175 a c. 189                                    | Nicópolis, Épiro, Império Romano            | c. 13–14 anos        | [ nota 3 ]             |
| 14  | Vítor I Victor Primus                                        |        | c. 189 a c. 199                                    | África, Império Romano                      | c. 9–10 anos         | [ nota 3 ]             |
| 15  | Zeferino Zephyrinus                                          |        | c. 199 a 20 de dezembro de 217                     | Roma, Itália, Império Romano                | c. 17–18 anos        | [ nota 3 ]             |
| 16  | Calixto I Callistus Primus                                   |        | c. 217 a c. 11 de outubro de 222                   | Península Ibérica, Império Romano           | c. 4–5 anos          | [ nota 3 ]             |
| 17  | Urbano I Urbanus Primus                                      |        | c. 222 a c. 23 de maio de 230                      | Roma, Itália, Império Romano                | c. 7–8 anos          | [ nota 3 ]             |
| 18  | Ponciano Pontianus                                           |        | 21 de julho de 230 a 28 de setembro de 235         | Roma, Itália, Império Romano                | 5 anos, 69 dias      | [ nota 3 ]             |
| 19  | Antero Anterus                                               |        | 21 de novembro de 235 a 3 de janeiro de 236        | Petilia Policasto, Itália, Império Romano   | 43 dias              | [ nota 3 ]             |
| 20  | Fabiano Fabianus                                             |        | 10 de janeiro de 236 a 20 de janeiro de 250        | Roma, Itália, Império Romano                | 14 anos, 10 dias     | [ nota 3 ]             |
|     | Sede vacante                                                 |        | 20 de janeiro de 250 a 6 de março de 251           |                                             | 1 ano, 45 dias       | [ nota 4 ]             |
| 21  | Cornélio Cornelius                                           |        | 6 de março de 251 a c. junho de 253                | Roma, Itália, Império Romano                | c. 2 anos, 101 dias  | [ nota 3 ]             |
| 22  | Lúcio I Lucius Primus                                        |        | 25 de junho de 253 a 5 de março de 254             | Roma, Itália, Império Romano                | 253 dias             | [ nota 3 ]             |
| 23  | Estêvão I Stephanus Primus                                   |        | 12 de maio de 254 a 2 de agosto de 257             | Roma, Itália, Império Romano                | 3 anos, 82 dias      | [ nota 3 ]             |
| 24  | Sisto II Xystus Secundus                                     |        | 31 de agosto de 257 a 6 de agosto de 258           | Grécia, Império Romano                      | 340 dias             | [ nota 3 ]             |
|     | Sede vacante                                                 |        | 6 de agosto de 258 a 22 de julho de 259            |                                             | 350 dias             | [ nota 5 ]             |
| 25  | Dionísio Dionysius                                           |        | 22 de julho de 259 a 26 de dezembro de 268         | Grécia, Império Romano                      | 9 anos, 157 dias     | [ nota 3 ]             |
| 26  | Félix I Felix Primus                                         |        | 5 de janeiro de 269 a 30 de dezembro de 274        | Roma, Itália, Império Romano                | 5 anos, 359 dias     | [ nota 3 ]             |
| 27  | Eutiquiano Eutychianus                                       |        | 4 de janeiro de 275 a 7 de dezembro de 283         | Luni, Itália, Império Romano                | 8 anos, 337 dias     | [ nota 3 ]             |
| 28  | Caio Caius                                                   |        | 17 de dezembro de 283 a 22 de abril de 296         | Salona, Dalmácia, Império Romano            | 12 anos, 127 dias    | [ nota 3 ]             |
| 29  | Marcelino Marcellinus                                        |        | 30 de junho de 296 a c. 25 de outubro de 304       | Roma, Itália, Império Romano                | c. 8 anos, 117 dias  | [ nota 3 ]             |
|     | Sede vacante                                                 |        | c. 25 de outubro de 304 a 27 de maio de 308        |                                             | c. 3 anos, 215 dias  | [ nota 6 ]             |
| 30  | Marcelo I Marcellus Primus                                   |        | 27 de maio de 308 a 16 de janeiro de 309           | Roma, Itália, Império Romano                | 234 dias             | [ nota 3 ]             |
| 31  | Eusébio Eusebius                                             |        | c. 18 de abril de 309 a c. 17 de agosto de 310     | Sardenha, Império Romano                    | c. 1 ano, 121 dias   | [ nota 3 ] [ nota 7 ]  |
|     | Sede vacante                                                 |        | c. 17 de agosto de 310 a 2 de julho de 311         |                                             | c. 319 dias          | [ nota 8 ]             |
| 32  | Melquíades Miltiades                                         |        | 2 de julho de 311 a 10 de janeiro de 314           | África Protoconsular ,Império Romano        | 2 anos, 192 dias     | [ nota 3 ]             |
| 33  | Silvestre I Silvester Primus                                 |        | 31 de janeiro de 314 a 31 de dezembro de 335       | Sant'Angelo a Scala, Itália, Império Romano | 21 anos, 334 dias    | [ nota 3 ]             |
| 34  | Marcos Marcus                                                |        | 18 de janeiro de 336 a 7 de outubro de 336         | Roma, Itália, Império Romano                | 263 dias             | [ nota 3 ]             |
| 35  | Júlio I Iulius Primus                                        |        | 6 de fevereiro de 337 a 12 de abril de 352         | Roma, Itália, Império Romano                | 15 anos, 66 dias     | [ nota 3 ]             |
| 36  | Libério Liberius                                             |        | 17 de maio de 352 a 24 de setembro de 366          | Roma, Itália, Império Romano                | 14 anos, 130 dias    | [ nota 9 ]             |
| 37  | Dâmaso I Damasus Primus                                      |        | 1 de outubro de 366 a 11 de dezembro de 384        | Egitânia, Lusitânia, Império Romano         | 18 anos, 71 dias     | [ nota 3 ]             |
| 38  | Sirício Siricius                                             |        | 17 de dezembro de 384 a 26 de novembro de 399      | Roma, Itália, Império Romano                | 14 anos, 344 dias    | [ nota 3 ]             |
| 39  | Anastácio I Anastasius Primus                                |        | 27 de novembro de 399 a 19 de dezembro de 401      | Roma, Itália, Império Romano                | 2 anos, 22 dias      | [ nota 3 ]             |
| 40  | Inocêncio I Innocentius Primus                               |        | 22 de dezembro de 401 a 12 de março de 417         | Albano Laziale, Império Romano              | 15 anos, 80 dias     | [ nota 3 ]             |
| 41  | Zósimo Zosimus                                               |        | 18 de março de 417 a 26 de dezembro de 418         | Misoraca, Itália, Império Romano            | 1 ano, 283 dias      | [ nota 3 ]             |
| 42  | Bonifácio I Bonifacius Primus                                |        | 28 de dezembro de 418 a 4 de setembro de 422       | Roma, Itália, Império Romano                | 3 anos, 250 dias     | [ nota 3 ]             |
| 43  | Celestino I Coelestinus Primus                               |        | 10 de setembro de 422 a 27 de julho de 432         | Roma, Itália, Império Romano                | 9 anos, 321 dias     | [ nota 3 ]             |
| 44  | Sisto III Xystus Tertius                                     |        | 31 de julho de 432 a 18 de agosto de 440           | Roma, Itália, Império Romano                | 8 anos, 18 dias      | [ nota 3 ]             |
| 45  | Leão I Leo Primus                                            |        | 29 de setembro de 440 a 10 de novembro de 461      | Atual Toscana, Império Romano               | 21 anos, 42 dias     | [ nota 3 ]             |
| 46  | Hilário Hilarius                                             |        | 19 de novembro de 461 a 29 de fevereiro de 468     | Sardenha, Império Ocidental                 | 6 anos, 102 dias     | [ nota 3 ]             |
| 47  | Simplício Simplicius                                         |        | 3 de março de 468 a 10 de março de 483             | Tívoli, Itália, Império Ocidental           | 15 anos, 7 dias      | [ nota 3 ]             |
| 48  | Félix III (II) Felix Tertius (Secundus)                      |        | 13 de março de 483 a 1 de março de 492             | Roma, Itália, Império Ocidental             | 8 anos, 354 dias     | [ nota 3 ] [ nota 10 ] |
| 49  | Gelásio I Gelasius Primus                                    |        | 1 de março de 492 a 21 de novembro de 496          | Mauritânia, Império Ocidental               | 4 anos, 265 dias     | [ nota 3 ]             |
| 50  | Anastácio II Anastasius Secundus                             |        | 24 de novembro de 496 a 19 de novembro de 498      | Roma, Itália, Império Ocidental             | 1 ano, 360 dias      |                        |
| 51  | Símaco Symmachus                                             |        | 22 de novembro de 498 a 19 de julho de 514         | Sardenha, Império Ocidental                 | 15 anos, 239 dias    | [ nota 3 ]             |
| 52  | Hormisda Hormisdus                                           |        | 20 de julho de 514 a 6 de agosto de 523            | Frosinone, Império Ocidental                | 9 anos, 17 dias      | [ nota 3 ]             |
| 53  | João I Ioannes Primus                                        |        | 13 de agosto de 523 a 18 de maio de 526            | Toscana, Império Ocidental                  | 2 anos, 278 dias     | [ nota 3 ]             |
| 54  | Félix IV (III) Felix Quartus (Tertius)                       |        | 12 de julho de 526 a 22 de setembro de 530         | Sâmnio, Império Ocidental                   | 4 anos, 72 dias      | [ nota 3 ] [ nota 10 ] |
| 55  | Bonifácio II Bonifacius Secundus                             |        | 22 de setembro de 530 a 17 de outubro de 532       | Roma, Reino Visigótico                      | 2 anos, 25 dias      |                        |
| 56  | João II Ioannes Secundus                                     |        | 2 de janeiro de 533 a 8 de maio de 535             | Roma, Reino Visigótico                      | 2 anos, 126 dias     |                        |
| 57  | Agapito I Agapetus Primus                                    |        | 13 de maio de 535 a 22 de abril de 536             | Roma, Reino Visigótico                      | 345 dias             | [ nota 3 ]             |
| 58  | Silvério Silverius                                           |        | 8 de junho de 536 a c. 11 de março de 537          | Frosinone, Reino Visigótico                 | c. 276 dias          | [ nota 3 ] [ nota 11 ] |
| 59  | Vigílio Vigilius                                             |        | 29 de março de 537 a 7 de junho de 555             | Roma, Reino Visigótico                      | 18 anos, 70 dias     |                        |
|     | Sede vacante                                                 |        | 7 de junho de 555 a 16 de abril de 556             |                                             | 314 dias             | [ nota 12 ]            |
| 60  | Pelágio I Pelagius Primus                                    |        | 16 de abril de 556 a 4 de março de 561             | Roma, Reino Visigótico                      | 4 anos, 322 dias     |                        |
| 61  | João III Ioannes Tertius                                     |        | 17 de julho de 561 a 13 de julho de 574            | Roma, Reino Visigótico                      | 12 anos, 361 dias    |                        |
|     | Sede vacante                                                 |        | 13 de julho de 574 a 2 de junho de 575             |                                             | 324 dias             | [ nota 13 ]            |
| 62  | Bento I Benedictus Primus                                    |        | 2 de junho de 575 a 30 de julho de 579             | Roma, Reino Visigótico                      | 4 anos, 58 dias      |                        |
| 63  | Pelágio II Pelagius Secundus                                 |        | 26 de novembro de 579 a 7 de fevereiro de 590      | Roma, Reino Visigótico                      | 10 anos, 73 dias     |                        |
| 64  | Gregório I, O.S.B. Gregorius Primus                          |        | 3 de setembro de 590 a 12 de março de 604          | Roma, Reino Visigótico                      | 13 anos, 191 dias    | [ nota 3 ]             |
| 65  | Sabiniano Sabinianus                                         |        | 13 de setembro de 604 a 22 de fevereiro de 606     | Blera, Reino Visigótico                     | 1 ano, 162 dias      |                        |
|     | Sede vacante                                                 |        | 22 de fevereiro de 606 a 19 de fevereiro de 607    |                                             | 362 dias             | [ nota 14 ]            |
| 66  | Bonifácio III Bonifacius Tertius                             |        | 19 de fevereiro de 607 a 12 de novembro de 607     | Roma, Reino Visigótico                      | 266 dias             |                        |
| 67  | Bonifácio IV, O.S.B. Bonifacius Quartus                      |        | 25 de agosto de 608 a 8 de maio de 615             | Marsi, Reino Visigótico                     | 6 anos, 256 dias     | [ nota 3 ]             |
| 68  | Adeodato I Adeodatus Primus                                  |        | 19 de outubro de 615 a 8 de novembro de 618        | Roma, Império Bizantino                     | 3 anos, 20 dias      | [ nota 3 ]             |
|     | Sede vacante                                                 |        | 8 de novembro de 618 a 23 de dezembro de 619       |                                             | 1 ano, 45 dias       | [ nota 15 ]            |
| 69  | Bonifácio V Bonifacius Quintus                               |        | 23 de dezembro de 619 a 25 de outubro de 625       | Nápoles, Império Bizantino                  | 5 anos, 306 dias     |                        |
| 70  | Honório I Honorius Primus                                    |        | 27 de outubro de 625 a 12 de outubro de 638        | Campânia, Império Bizantino                 | 12 anos, 350 dias    |                        |
| 71  | Severino Severinus                                           |        | 15 de outubro de 638 a 2 de agosto de 640          | Roma, Império Bizantino                     | 1 ano, 292 dias      |                        |
| 72  | João IV Ioannes Quartus                                      |        | 24 de dezembro de 640 a 12 de outubro de 642       | Zadar, Dalmácia, Império Bizantino          | 1 ano, 292 dias      |                        |
| 73  | Teodoro I Theodorus Primus                                   |        | 24 de novembro de 642 a 14 de maio de 649          | Palestina, Império Bizantino                | 6 anos, 171 dias     |                        |
| 74  | Martinho I Martinus Primus                                   |        | 21 de julho de 649 a 16 de setembro de 655         | Perto de Todi, Úmbria, Império Bizantino    | 6 anos, 57 dias      | [ nota 3 ]             |
| 75  | Eugénio I Eugenius Primus                                    |        | 10 de agosto de 654 a 2 de junho de 657            | Roma, Império Bizantino                     | 2 anos, 296 dias     | [ nota 3 ] [ nota 16 ] |
| 76  | Vitaliano Vitalianus                                         |        | 30 de julho de 657 a 27 de janeiro de 672          | Segni, Império Bizantino                    | 14 anos, 181 dias    | [ nota 3 ]             |
| 77  | Adeodato II, O.S.B. Adeodatus Secundus                       |        | 11 de abril de 672 a 17 de junho de 676            | Roma, Império Bizantino                     | 4 anos, 67 dias      |                        |
| 78  | Dono Donus                                                   |        | 2 de novembro de 676 a 11 de abril de 678          | Roma, Império Bizantino                     | 1 ano, 160 dias      |                        |
| 79  | Agatão Agatho                                                |        | 27 de junho de 678 a 10 de janeiro de 681          | Sicília, Império Bizantino                  | 2 anos, 197 dias     | [ nota 3 ]             |
|     | Sede vacante                                                 |        | 10 de janeiro de 681 a 17 de agosto de 682         |                                             | 1 ano, 219 dias      | [ nota 17 ]            |
| 80  | Leão II Leo Secundus                                         |        | 17 de agosto de 682 a 28 de junho de 683           | Sicília, Império Bizantino                  | 315 dias             | [ nota 3 ]             |
|     | Sede vacante                                                 |        | 28 de junho de 683 a 26 de junho de 684            |                                             | 364 dias             | [ nota 18 ]            |
| 81  | Bento II Benedictus Secundus                                 |        | 26 de junho de 684 a 8 de maio de 685              | Roma, Império Bizantino                     | 316 dias             | [ nota 3 ]             |
| 82  | João V Ioannes Quintus                                       |        | 23 de julho de 685 a 2 de agosto de 686            | Síria, Império Bizantino                    | 1 ano, 10 dias       |                        |
| 83  | Cónon Conon                                                  |        | 21 de outubro de 686 a 21 de setembro de 687       | Sicília, Império Bizantino                  | 335 dias             |                        |
| 84  | Sérgio I Sergius Primus                                      |        | 15 de dezembro de 687 a 8 de setembro de 701       | Sicília, Império Bizantino                  | 13 anos, 267 dias    | [ nota 3 ]             |
| 85  | João VI Ioannes Sextus                                       |        | 30 de outubro de 701 a 11 de janeiro de 705        | Grécia, Império Bizantino                   | 3 anos, 73 dias      |                        |
| 86  | João VII Ioannes Septimus                                    |        | 1 de março de 705 a 18 de outubro de 707           | Rossano, Império Bizantino                  | 2 anos, 231 dias     |                        |
| 87  | Sisínio Sisinnius                                            |        | 15 de janeiro de 708 a 4 de fevereiro de 708       | Síria, Império Bizantino                    | 20 dias              |                        |
| 88  | Constantino Constantinus                                     |        | 25 de março de 708 a 9 de abril de 715             | Síria, Império Bizantino                    | 7 anos, 15 dias      |                        |
| 89  | Gregório II Gregorius Secundus                               |        | 19 de maio de 715 a 11 de fevereiro de 731         | Roma, Império Bizantino                     | 15 anos, 268 dias    | [ nota 3 ]             |
| 90  | Gregório III Gregorius Tertius                               |        | 18 de março de 731 a 28 de novembro de 741         | Bilad al-Sham, Califado Omíada              | 10 anos, 255 dias    |                        |
| 91  | Zacarias Zacharias                                           |        | 3 de dezembro de 741 a 22 de março de 752          | Santa Severina, Império Bizantino           | 10 anos, 110 dias    | [ nota 3 ]             |
| -   | Papa eleito Estêvão (II) (vide nota) Papa Electus Stephanus  |        | 23 de março de 752 a 26 de março de 752            | Roma, Império Bizantino                     | 3 dias               | [ nota 19 ]            |
| 92  | Estêvão II (III) Stephanus Secundus (Tertius)                |        | 26 de março de 752 a 26 de abril de 757            | Roma, Império Bizantino                     | 5 anos, 31 dias      |                        |
| 93  | Paulo I Paulus Primus                                        |        | 29 de maio de 757 a 28 de junho de 767             | Roma, Império Bizantino                     | 10 anos, 30 dias     | [ nota 3 ]             |
| 94  | Estêvão III (IV) Stephanus Tertius (Quartus)                 |        | 7 de agosto de 767 a 24 de janeiro de 772          | Sicília, Império Bizantino                  | 4 anos, 170 dias     |                        |
| 95  | Adriano I Hadrianus Primus                                   |        | 1 de fevereiro de 772 a 25 de dezembro de 795      | Roma, Império Bizantino                     | 23 anos, 327 dias    |                        |
| 96  | Leão III Leo Tertius                                         |        | 26 de dezembro de 795 a 12 de junho de 816         | Roma, Império Bizantino                     | 20 anos, 169 dias    | [ nota 20 ]            |
| 97  | Estêvão IV (V) Stephanus Quartus (Quintus)                   |        | 22 de junho de 816 a 24 de janeiro de 817          | Roma, Estados Papais                        | 216 dias             |                        |
| 98  | Pascoal I Paschalis Primus                                   |        | 25 de janeiro de 817 a 11 de fevereiro de 824      | Roma, Estados Papais                        | 7 anos, 17 dias      | [ nota 3 ]             |
| 99  | Eugénio II Eugenius Secundus                                 |        | c. 8 de maio de 824 a 27 de agosto de 827          | Roma, Estados Papais                        | c. 3 anos, 111 dias  |                        |
| 100 | Valentino Valentinus                                         |        | c. 31 de agosto de 827 a c. 10 de outubro de 827   | Roma, Estados Papais                        | c. 40 dias           |                        |
| 101 | Gregório IV Gregorius Quartus                                |        | c. 20 de dezembro de 827 a 25 de janeiro de 844    | Roma, Estados Papais                        | c. 16 anos, 36 dias  |                        |
| 102 | Sérgio II Sergius Secundus                                   |        | 25 de janeiro de 844 a 27 de janeiro de 847        | Roma, Estados Papais                        | 3 anos, 2 dias       |                        |
| 103 | Leão IV, O.S.B. Leo Quartus                                  |        | 10 de abril de 847 a 17 de julho de 855            | Roma, Estados Papais                        | 8 anos, 98 dias      | [ nota 3 ]             |
| 104 | Bento III Benedictus Tertius                                 |        | 29 de setembro de 855 a 17 de abril de 858         | Roma, Estados Papais                        | 2 anos, 200 dias     |                        |
| 105 | Nicolau I Nicolaus Primus                                    |        | 24 de abril de 858 a 13 de novembro de 867         | Roma, Estados Papais                        | 9 anos, 203 dias     | [ nota 3 ]             |
| 106 | Adriano II Hadrianus Secundus                                |        | 14 de dezembro de 867 a 14 de dezembro de 872      | Roma, Estados Papais                        | 5 anos, 0 dias       |                        |
| 107 | João VIII Ioannes Octavus                                    |        | 14 de dezembro de 872 a 16 de dezembro de 882      | Roma, Estados Papais                        | 10 anos, 2 dias      |                        |
| 108 | Marinho I Marinus Primus                                     |        | 16 de dezembro de 882 a 15 de maio de 884          | Gallese, Estados Papais                     | 1 ano, 151 dias      | [ nota 21 ]            |
| 109 | Adriano III Hadrianus Tertius                                |        | 17 de maio de 884 a 8 de julho de 885              | Roma, Estados Papais                        | 1 ano, 52 dias       | [ nota 22 ]            |
| 110 | Estêvão V (VI) Stephanus Quintus (Sextus)                    |        | 4 de setembro de 885 a 14 de setembro de 891       | Roma, Estados Papais                        | 6 anos, 10 dias      |                        |
| 111 | Formoso Formosus                                             |        | 6 de outubro de 891 a 4 de abril de 896            | Roma, Estados Papais                        | 4 anos, 181 dias     |                        |
| 112 | Bonifácio VI Bonifacius Sextus                               |        | 11 de abril de 896 a 26 de abril de 896            | Roma, Estados Papais                        | 15 dias              |                        |
| 113 | Estêvão VI (VII) Stephanus Sextus (Septimus)                 |        | 22 de maio de 896 a c. 14 de agosto de 897         | Roma, Estados Papais                        | c. 1 ano, 84 dias    |                        |
| 114 | Romano Romanus                                               |        | c. 14 de agosto de 897 a c. 14 de novembro de 897  | Gallese, Estados Papais                     | c. 92 dias           |                        |
| 115 | Teodoro II Theodorus Secundus                                |        | c. 1 de dezembro de 897 a c. 20 de dezembro de 897 | Roma, Estados Papais                        | c. 19 dias           |                        |
| 116 | João IX, O.S.B. Ioannes Nonus                                |        | 18 de janeiro de 898 a 5 de janeiro de 900         | Tivoli, Estados Papais                      | 1 ano, 352 dias      |                        |
| 117 | Bento IV Benedictus Quartus                                  |        | 1 de fevereiro de 900 a 30 de julho de 903         | Roma, Estados Papais                        | 3 anos, 179 dias     |                        |
| 118 | Leão V Leo Quintus                                           |        | c. 30 julho de 903 a c. dezembro de 903            | Árdea, Estados Papais                       | c. 124 dias          |                        |
| 119 | Sérgio III Sergius Tertius                                   |        | 29 de janeiro de 904 a 14 de abril de 911          | Roma, Estados Papais                        | 7 anos, 75 dias      |                        |
| 120 | Anastácio III Anastasius Tertius                             |        | c. 14 de abril de 911 a c. junho de 913            | Roma, Estados Papais                        | c. 2 anos, 48 dias   |                        |
| 121 | Lando                                                        |        | c. 7 de julho de 913 a c. 5 de fevereiro de 914    | Roma, Estados Papais                        | c. 212 dias          |                        |
| 122 | João X Ioannes Decimus                                       |        | c. março de 914 a c. 28 de maio de 928             | Romanha, Estados Papais                     | c. 14 anos, 88 dias  |                        |
| 123 | Leão VI Leo Sextus                                           |        | c. 28 de maio de 928 a c. fevereiro de 929         | Roma, Estados Papais                        | c. 249 dias          |                        |
| 124 | Estêvão VII (VIII) Stephanus Septimus (Octavus)              |        | c. 3 de fevereiro de 929 a 15 de março de 931      | Roma, Estados Papais                        | c. 2 anos, 40 dias   |                        |
| 125 | João XI Ioannes Undecimus                                    |        | c. 15 de março de 931 a c. dezembro de 935         | Roma, Estados Papais                        | c. 4 anos, 261 dias  |                        |
| 126 | Leão VII, O.S.B. Leo Septimus                                |        | 3 de janeiro de 936 a 13 de julho de 939           | Roma, Estados Papais                        | 3 anos, 191 dias     |                        |
| 127 | Estêvão VIII (IX) Stephanus Octavus (Nonus)                  |        | 14 de julho de 939 a c. 30 de outubro de 942       | Frância Oriental                            | c. 3 anos, 108 dias  |                        |
| 128 | Marinho II Marinus Secundus                                  |        | 30 de outubro de 942 a c. 1 de maio de 946         | Roma, Estados Papais                        | c. 3 anos, 183 dias  | [ nota 23 ]            |
| 129 | Agapito II Agapetus Secundus                                 |        | 10 de maio de 946 a 8 de novembro de 955           | Roma, Estados Papais                        | 9 anos, 182 dias     |                        |
| 130 | João XII Ioannes Duodecimus                                  |        | 16 de dezembro de 955 a 14 de maio de 964          | Roma, Estados Papais                        | 8 anos, 150 dias     |                        |
| 131 | Bento V Benedictus Quintus                                   |        | 22 de maio de 964 a 23 de junho de 964             | Roma, Estados Papais                        | 32 dias              |                        |
| 132 | Leão VIII Leo Octavus                                        |        | 23 de junho de 964 a 1 de março de 965             | Roma, Estados Papais                        | 251 dias             |                        |
| 133 | João XIII Ioannes Tertius Decimus                            |        | 1 de outubro de 965 a 6 de setembro de 972         | Roma, Estados Papais                        | 6 anos, 341 dias     |                        |
| 134 | Bento VI Benedictus Sextus                                   |        | 19 de janeiro de 973 a c. 8 de junho de 974        | Roma, Estados Papais                        | c. 1 ano, 140 dias   |                        |
| 135 | Bento VII Benedictus Septimus                                |        | c. outubro de 974 a 10 de julho de 983             | Roma, Estados Papais                        | c. 8 anos, 282 dias  |                        |
| 136 | João XIV Ioannes Quartus Decimus                             |        | c. dezembro de 983 a 20 de agosto de 984           | Pavia, Sacro Império Romano                 | c. 263 dias          |                        |
|     | Sede vacante                                                 |        | 20 de agosto de 984 a c. 20 de agosto de 985       |                                             | c. 1 ano, 0 dias     | [ nota 24 ]            |
| 137 | João XV Ioannes Quintus Decimus                              |        | c. 20 de agosto de 985 a c. 1 de abril de 996      | Roma, Estados Papais                        | c. 10 anos, 225 dias |                        |
| 138 | Gregório V Gregorius Quintus                                 |        | 3 de maio de 996 a 18 de fevereiro de 999          | Saxônia, Sacro Império Romano               | 2 anos, 291 dias     |                        |
| 139 | Silvestre II, O.S.B. Silvester Secundus                      |        | 2 de abril de 999 a 12 de maio de 1003             | Auvernia, França                            | 4 anos, 40 dias      |                        |
| 140 | João XVII Ioannes Septimus Decimus                           |        | 16 de maio de 1003 a 6 de novembro de 1003         | Roma, Estados Papais                        | 174 dias             |                        |
| 141 | João XVIII Ioannes Duodevicesimus                            |        | 25 de dezembro de 1003 a 31 de julho de 1009       | Roma, Sacro Império Romano                  | 5 anos, 218 dias     |                        |
| 142 | Sérgio IV, O.S.B. Sergius Quartus                            |        | 31 de julho de 1009 a 12 de maio de 1012           | Rapagnano, Sacro Império Romano             | 2 anos, 286 dias     |                        |
| 143 | Bento VIII Bendedictus Octavus                               |        | 18 de maio de 1012 a 9 de abril de 1024            | Roma, Sacro Império Romano                  | 11 anos, 327 dias    |                        |
| 144 | João XIX Ioannes Undevicesimus                               |        | 9 de abril de 1024 a 20 de outubro de 1032         | Roma, Sacro Império Romano                  | 8 anos, 194 dias     |                        |
| 145 | Bento IX Benedictus Nonus                                    |        | 21 de outubro de 1032 a 13 de janeiro de 1045      | Roma, Sacro Império Romano                  | 12 anos, 84 dias     | [ nota 25 ]            |
| 146 | Silvestre III Silvester Tertius                              |        | 16 de janeiro de 1045 a 10 de abril de 1045        | Roma, Sacro Império Romano                  | 84 dias              |                        |
| 147 | Bento IX Benedictus Nonus                                    |        | 10 de abril de 1045 a 1 de maio de 1045            | Roma, Sacro Império Romano                  | 21 dias              | [ nota 26 ]            |
| 148 | Gregório VI Gregorius Sextus                                 |        | 1 de maio de 1045 a 20 de dezembro de 1046         | Roma, Sacro Império Romano                  | 1 ano, 233 dias      |                        |
| 149 | Clemente II Clemens Secundus                                 |        | 20 de dezembro de 1046 a 9 de outubro de 1047      | Hornburg, Sacro Império Romano              | 293 dias             |                        |
| 150 | Bento IX Benedictus Nonus                                    |        | 9 de outubro de 1047 a 17 de julho de 1048         | Roma, Sacro Império Romano                  | 282 dias             | [ nota 27 ]            |
| 151 | Dâmaso II Damasus Secundus                                   |        | 17 de julho de 1048 a 9 de agosto de 1048          | Pildenau, Sacro Império Romano              | 23 dias              |                        |
| 152 | Leão IX Leo Nonus                                            |        | 12 de fevereiro de 1049 a 19 de abril de 1054      | Eguischeim, Sacro Império Romano            | 5 anos, 66 dias      | [ nota 28 ]            |
|     | Sede vacante                                                 |        | 19 de abril de 1054 a 13 de abril de 1055          |                                             | 358 dias             | [ nota 29 ]            |
| 153 | Vítor II Victor Secundus                                     |        | 13 de abril de 1055 a 28 de julho de 1057          | Baviera, Sacro Império Romano               | 2 anos, 106 dias     |                        |
| 154 | Estêvão IX (X), O.S.B. Stephanus Nonus (Decimus)             |        | 2 de agosto de 1057 a 29 de março de 1058          | Lorena, Sacro Império Romano                | 239 dias             |                        |
| 155 | Nicolau II Nicolaus Secundus                                 |        | 6 de dezembro de 1058 a 27 de julho de 1061        | Mercury, França                             | 2 anos, 233 dias     |                        |
| 156 | Alexandre II Alexander Secundus                              |        | 30 de setembro de 1061 a 21 de abril de 1073       | Milão, Sacro Império Romano                 | 11 anos, 203 dias    |                        |
| 157 | Gregório VII, O.S.B. Gregorius Septimus                      |        | 22 de abril de 1073 a 25 de maio de 1085           | Sovana, Sacro Império Romano                | 12 anos, 33 dias     | [ nota 30 ]            |
|     | Sede vacante                                                 |        | 25 de maio de 1085 a 24 de maio de 1086            |                                             | 364 dias             | [ nota 31 ]            |
| 158 | Vítor III, O.S.B. Victor Tertius                             |        | 24 de maio de 1086 a 16 de setembro de 1087        | Benevento, Ducado de Benevento              | 1 ano, 115 dias      | [ nota 32 ]            |
| 159 | Urbano II, O.S.B. Urbanus Secundus                           |        | 12 de março de 1088 a 29 de julho de 1099          | Lagery, França                              | 11 anos, 139 dias    | [ nota 33 ]            |
| 160 | Pascoal II, O.S.B.Cam. Paschalis Secundus                    |        | 13 de agosto de 1099 a 21 de janeiro de 1118       | Santa Sofia, Sacro Império Romano           | 18 anos, 161 dias    |                        |
| 161 | Gelásio II, O.S.B. Gelasius Secundus                         |        | 24 de janeiro de 1118 a 29 de janeiro de 1119      | Gaeta, Principado de Cápua                  | 1 ano, 5 dias        |                        |
| 162 | Calisto II Callistus Secundus                                |        | 2 de fevereiro de 1119 a 13 de dezembro de 1124    | Quingey, Sacro Império Romano               | 5 anos, 315 dias     |                        |
| 163 | Honório II, C.R.S.A Honorius Secundus                        |        | 15 de dezembro de 1124 a 13 de fevereiro de 1130   | Casalfiumanese, Sacro Império Romano        | 5 anos, 60 dias      |                        |
| 164 | Inocêncio II Innocentius Secundus                            |        | 14 de fevereiro de 1130 a 24 de setembro de 1143   | Roma, Sacro Império Romano                  | 13 anos, 232 dias    |                        |
| 165 | Celestino II Coelestinus Secundus                            |        | 26 de setembro de 1143 a 8 de março de 1144        | Città di Castello, Sacro Império Romano     | 164 dias             |                        |
| 166 | Lúcio II , C.R.S.A Lucius Secundus                           |        | 12 de março de 1144 a 15 de fevereiro de 1145      | Bolonha, Sacro Império Romano               | 340 dias             |                        |
| 167 | Eugénio III, O.Cist Eugenius Tertius                         |        | 15 de fevereiro de 1145 a 8 de julho de 1153       | Pisa, Sacro Império Romano                  | 8 anos, 143 dias     | [ nota 34 ]            |
| 168 | Anastácio IV Anastacius Quartus                              |        | 8 de julho de 1153 a 3 de dezembro de 1154         | Roma, Sacro Império Romano                  | 1 ano, 148 dias      |                        |
| 169 | Adriano IV, C.R.S.A Hadrianus Quartus                        |        | 4 de dezembro de 1154 a 1 de setembro de 1159      | Hertfordshire, Inglaterra                   | 4 anos, 271 dias     |                        |
| 170 | Alexandre III Alexander Tertius                              |        | 7 de setembro de 1159 a 30 de agosto de 1181       | Siena, Sacro Império Romano                 | 21 anos, 357 dias    |                        |
| 171 | Lúcio III, O.Cist. Lucius Tertius                            |        | 1 de setembro de 1181 a 25 de novembro de 1185     | Luca, Sacro Império Romano                  | 4 anos, 85 dias      |                        |
| 172 | Urbano III Urbanus Tertius                                   |        | 25 de novembro de 1185 a 20 de outubro de 1187     | Cuggiono, Sacro Império Romano              | 1 ano, 329 dias      |                        |
| 173 | Gregório VIII, O.Præm Gregorius Octavus                      |        | 21 de outubro de 1187 a 17 de dezembro de 1187     | Benevento, Sacro Império Romano             | 57 dias              |                        |
| 174 | Clemente III Clemens Tertius                                 |        | 19 de dezembro de 1187 a 20 de março de 1191       | Roma, Sacro Império Romano                  | 3 anos, 91 dias      |                        |
| 175 | Celestino III Coelestinus Tertius                            |        | 30 de março de 1191 a 8 de janeiro de 1198         | Roma, Sacro Império Romano                  | 6 anos, 284 dias     |                        |
| 176 | Inocêncio III Innocentius Tertius                            |        | 8 de janeiro de 1198 a 16 de julho de 1216         | Gavignano, Sacro Império Romano             | 18 anos, 190 dias    |                        |
| 177 | Honório III Honorius Tertius                                 |        | 18 de julho de 1216 a 18 de março de 1227          | Roma, Sacro Império Romano                  | 10 anos, 243 dias    |                        |
| 178 | Gregório IX Gregorius Nonus                                  |        | 19 de março de 1227 a 22 de agosto de 1241         | Anagni, Sacro Império Romano                | 14 anos, 156 dias    | [ nota 35 ]            |
| 179 | Celestino IV, O.Cist. Coelestinus Quartus                    |        | 25 de outubro de 1241 a 10 de novembro de 1241     | Milão, Sacro Império Romano                 | 16 dias              |                        |
|     | Sede vacante                                                 |        | 10 de novembro de 1241 a 25 de junho de 1243       |                                             | 1 ano, 227 dias      | [ nota 36 ]            |
| 180 | Inocêncio IV Innocentius Quartus                             |        | 25 de junho de 1243 a 7 de dezembro de 1254        | Génova, República de Génova                 | 11 anos, 165 dias    |                        |
| 181 | Alexandre IV Alexander Quartus                               |        | 12 de dezembro de 1254 a 25 de maio de 1261        | Anagni, Sacro Império Romano                | 6 anos, 164 dias     |                        |
| 182 | Urbano IV Urbanus Quartus                                    |        | 29 de agosto de 1261 a 2 de outubro de 1264        | Troyes, França                              | 3 anos, 34 dias      |                        |
| 183 | Clemente IV Clemens Quartus                                  |        | 5 de fevereiro de 1265 a 29 de dezembro de 1268    | Saint-Gilles, França                        | 3 anos, 328 dias     |                        |
|     | Sede vacante                                                 |        | 29 de dezembro de 1268 a 1 de setembro de 1271     |                                             | 2 anos, 246 dias     | [ nota 37 ]            |
| 184 | Gregório X, O.Cist. Gregorius Decimus                        |        | 1 de setembro de 1271 a 10 de janeiro de 1276      | Placência, Sacro Império Romano             | 4 anos, 131 dias     | [ nota 38 ]            |
| 185 | Inocêncio V, O.P. Innocentius Quintus                        |        | 21 de janeiro de 1276 a 22 de junho de 1276        | Saboia, Sacro Império Romano                | 153 dias             | [ nota 39 ]            |
| 186 | Adriano V Hadrianus Quintus                                  |        | 11 de julho de 1276 a 18 de agosto de 1276         | Génova, República de Génova                 | 38 dias              |                        |
| -   | Papa eleito Gregório (XI) (vide nota) Papa Electus Gregorius |        | 5 de setembro de 1276 a 6 de setembro de 1276      | Placência, Sacro Império Romano             | 1 dia                | [ nota 40 ]            |
| 187 | João XXI Ioannes Vicesimus Primus                            |        | 8 de setembro de 1276 a 20 de maio de 1277         | Lisboa, Portugal                            | 254 dias             |                        |
| 188 | Nicolau III, O.S.B. Nicolaus Tertius                         |        | 25 de novembro de 1277 a 22 de agosto de 1280      | Roma, Sacro Império Romano                  | 2 anos, 271 dias     |                        |
| 189 | Martinho IV Martinus Quartus                                 |        | 22 de fevereiro de 1281 a 28 de março de 1285      | Meinpicien, França                          | 4 anos, 34 dias      |                        |
| 190 | Honório IV Honorius Quartus                                  |        | 2 de abril de 1285 a 3 de abril de 1287            | Roma, Sacro Império Romano                  | 2 anos, 1 dia        |                        |
|     | Sede vacante                                                 |        | 3 de abril de 1287 a 22 de fevereiro de 1288       |                                             | 325 dias             | [ nota 41 ]            |
| 191 | Nicolau IV, O.F.M. Nicolaus Quartus                          |        | 22 de fevereiro de 1288 a 4 de abril de 1292       | Lisciano Niccone, Sacro Império Romano      | 4 anos, 42 dias      |                        |
|     | Sede vacante                                                 |        | 4 de abril de 1292 a 5 de julho de 1294            |                                             | 2 anos, 92 dias      | [ nota 42 ]            |
| 192 | Celestino V, O.S.B. Cel. Coelestinus Quintus                 |        | 5 de julho de 1294 a 13 de dezembro de 1294        | Sant'Angelo Limosano, Reino da Sicília      | 161 dias             | [ nota 43 ]            |
| 193 | Bonifácio VIII Bonifacius Octavus                            |        | 24 de dezembro de 1294 a 11 de outubro de 1303     | Anagni, Sacro Império Romano                | 8 anos, 261 dias     |                        |
| 194 | Bento XI, O.P. Benedictus Undecimus                          |        | 22 de outubro de 1303 a 7 de julho de 1304         | Treviso, Sacro Império Romano               | 259 dias             | [ nota 44 ]            |
|     | Sede vacante                                                 |        | 7 de julho de 1304 a 5 de junho de 1305            |                                             | 333 dias             | [ nota 45 ]            |
| 195 | Clemente V Clemens Quintus                                   |        | 5 de junho de 1305 a 20 de abril de 1314           | Villandraut, França                         | 8 anos, 319 dias     |                        |
|     | Sede vacante                                                 |        | 20 de abril de 1314 a 7 de agosto de 1316          |                                             | 2 anos, 109 dias     | [ nota 46 ]            |
| 196 | João XXII Ioannes Vicesimus Secundus                         |        | 7 de agosto de 1316 a 4 de dezembro de 1334        | Cahors, França                              | 18 anos, 119 dias    |                        |
| 197 | Bento XII, O.Cist. Benedictus Duodecimus                     |        | 20 de dezembro de 1334 a 25 de abril de 1342       | Saverdun, França                            | 7 anos, 126 dias     |                        |
| 198 | Clemente VI, O.S.B. Clemens Sextus                           |        | 7 de maio de 1342 a 6 de dezembro de 1352          | Maumont, França                             | 10 anos, 213 dias    |                        |
| 199 | Inocêncio VI Innocentius Sextus                              |        | 18 de dezembro de 1352 a 12 de setembro de 1362    | Les Monts, França                           | 9 anos, 268 dias     |                        |
| 200 | Urbano V, O.S.B. Urbanus Quintus                             |        | 28 de setembro de 1362 a 19 de dezembro de 1370    | Grizac, França                              | 8 anos, 82 dias      | [ nota 47 ]            |
| 201 | Gregório XI Gregorius Undecimus                              |        | 30 de dezembro de 1370 a 26 de março de 1378       | Maumont, França                             | 7 anos, 86 dias      |                        |
| 202 | Urbano VI Urbanus Sextus                                     |        | 8 de abril de 1378 a 15 de outubro de 1389         | Nápoles, Reino de Nápoles                   | 11 anos, 190 dias    |                        |
| 203 | Bonifácio IX Bonifacius Nonus                                |        | 2 de novembro de 1389 a 1 de outubro de 1404       | Nápoles, Reino de Nápoles                   | 14 anos, 334 dias    |                        |
| 204 | Inocêncio VII Innocentius Septimus                           |        | 17 de outubro de 1404 a 6 de novembro de 1406      | Sulmona, Reino de Nápoles                   | 2 anos, 20 dias      |                        |
| 205 | Gregório XII Gregorius Duodecimus                            |        | 30 de novembro de 1406 a 4 de julho de 1415        | Veneza, República de Veneza                 | 8 anos, 216 dias     |                        |
|     | Sede vacante                                                 |        | 4 de julho de 1415 a 11 de novembro de 1417        |                                             | 2 anos, 130 dias     | [ nota 48 ]            |
| 206 | Martinho V Martinus Quintus                                  |        | 11 de novembro de 1417 a 20 de fevereiro de 1431   | Genazzano, Estados Papais                   | 13 anos, 101 dias    |                        |
| 207 | Eugénio IV, O.S.B. Cel. Eugenius Quartus                     |        | 3 de março de 1431 a 23 de fevereiro de 1447       | Veneza, República de Veneza                 | 15 anos, 357 dias    |                        |
| 208 | Nicolau V, O.P. Nicolaus Quintus                             |        | 6 de março de 1447 a 24 de março de 1455           | Sarzana, República de Génova                | 8 anos, 18 dias      |                        |
| 209 | Calisto III Callistus Tertius                                |        | 8 de abril de 1455 a 6 de agosto de 1458           | Xátiva, Reino de Aragão                     | 3 anos, 120 dias     |                        |
| 210 | Pio II Pius Secundus                                         |        | 19 de agosto de 1458 a 14 de agosto de 1464        | Corsignano, República de Siena              | 5 anos, 361 dias     |                        |
| 211 | Paulo II Paulus Secundus                                     |        | 30 de agosto de 1464 a 26 de julho de 1471         | Veneza, República de Veneza                 | 6 anos, 330 dias     |                        |
| 212 | Sisto IV, O.F.M. Xystus Quartus                              |        | 9 de agosto de 1471 a 12 de agosto de 1484         | Celle Ligure, República de Génova           | 13 anos, 3 dias      |                        |
| 213 | Inocêncio VIII Innocentius Octavus                           |        | 29 de agosto de 1484 a 25 de julho de 1492         | Génova, República de Génova                 | 7 anos, 331 dias     |                        |
| 214 | Alexandre VI Alexander Sextus                                |        | 11 de agosto de 1492 a 18 de agosto de 1503        | Xátiva, Reino de Aragão                     | 11 anos, 7 dias      |                        |
| 215 | Pio III Pius Tertius                                         |        | 22 de setembro de 1503 a 18 de outubro de 1503     | Corsignano, República de Siena              | 26 dias              |                        |
| 216 | Júlio II, O.F.M. Iulius Secundus                             |        | 31 de outubro de 1503 a 21 de fevereiro de 1513    | Albisola, República de Génova               | 9 anos, 113 dias     |                        |
| 217 | Leão X Leo Decimus                                           |        | 9 de março de 1513 a 1 de dezembro de 1521         | Florença, República de Florença             | 8 anos, 267 dias     |                        |
| 218 | Adriano VI Hadrianus Sextus                                  |        | 9 de janeiro de 1522 a 14 de setembro de 1523      | Utrecht, Sacro Império Romano               | 1 ano, 248 dias      |                        |
| 219 | Clemente VII Clemens Septimus                                |        | 26 de novembro de 1523 a 25 de setembro de 1534    | Florença, República de Florença             | 10 anos, 303 dias    |                        |
| 220 | Paulo III Paulus Tertius                                     |        | 12 de outubro de 1534 a 10 de novembro de 1549     | Canino, Estados Papais                      | 15 anos, 28 dias     |                        |
| 221 | Júlio III Iulius Tertius                                     |        | 29 de novembro de 1549 a 29 de março de 1555       | Roma, Estados Papais                        | 5 anos, 120 dias     |                        |
| 222 | Marcelo II Marcellus Secundus                                |        | 9 de abril de 1555 a 1 de maio de 1555             | Montefano, Estados Papais                   | 22 dias              |                        |
| 223 | Paulo IV, C.R. Paulus Quartus                                |        | 23 de maio de 1555 a 18 de agosto de 1559          | Capriglia Irpina, Reino de Nápoles          | 4 anos, 87 dias      |                        |
| 224 | Pio IV Pius Quartus                                          |        | 26 de dezembro de 1559 a 9 de dezembro de 1565     | Milão, Ducado de Milão                      | 5 anos, 348 dias     |                        |
| 225 | Pio V, O.P. Pius Quintus                                     |        | 7 de janeiro de 1566 a 1 de maio de 1572           | Bosco, Ducado de Milão                      | 6 anos, 115 dias     | [ nota 49 ]            |
| 226 | Gregório XIII Gregorius Tertius Decimus                      |        | 13 de maio de 1572 a 10 de abril de 1585           | Bolonha, Estados Papais                     | 12 anos, 332 dias    |                        |
| 227 | Sisto V, O.F.M.Conv. Xystus Quintus                          |        | 24 de abril de 1585 a 27 de agosto de 1590         | Grottammare, Estados Papais                 | 5 anos, 125 dias     |                        |
| 228 | Urbano VII Urbanus Septimus                                  |        | 15 de setembro de 1590 a 27 de setembro de 1590    | Roma, Estados Papais                        | 12 dias              |                        |
| 229 | Gregório XIV Gregorius Quartus Decimus                       |        | 5 de dezembro de 1590 a 16 de outubro de 1591      | Somma Lombardo, Ducado de Milão             | 315 dias             |                        |
| 230 | Inocêncio IX Innocentius Nonus                               |        | 29 de outubro de 1591 a 30 de dezembro de 1591     | Bolonha, Estados Papais                     | 62 dias              |                        |
| 231 | Clemente VIII Clemens Octavus                                |        | 30 de janeiro de 1592 a 3 de março de 1605         | Fano, Estados Papais                        | 13 anos, 32 dias     |                        |
| 232 | Leão XI Leo Undecimus                                        |        | 1 de abril de 1605 a 27 de abril de 1605           | Florença, República de Florença             | 26 dias              |                        |
| 233 | Paulo V Paulus Quintus                                       |        | 16 de maio de 1605 a 28 de janeiro de 1621         | Roma, Estados Papais                        | 15 anos, 257 dias    |                        |
| 234 | Gregório XV Gregorius Quintus Decimus                        |        | 9 de fevereiro de 1621 a 8 de julho de 1623        | Bolonha, Estados Papais                     | 2 anos, 149 dias     |                        |
| 235 | Urbano VIII Urbanus Octavus                                  |        | 6 de agosto de 1623 a 29 de julho de 1644          | Florença, Grão-ducado de Toscana            | 20 anos, 358 dias    |                        |
| 236 | Inocêncio X Innocentius Decimus                              |        | 15 de setembro de 1644 a 7 de janeiro de 1655      | Roma, Estados Papais                        | 10 anos, 114 dias    |                        |
| 237 | Alexandre VII Alexander Septimus                             |        | 7 de abril de 1655 a 22 de maio de 1667            | Siena, Grão-ducado de Toscana               | 12 anos, 45 dias     |                        |
| 238 | Clemente IX Clemens Nonus                                    |        | 20 de junho de 1667 a 9 de dezembro de 1669        | Pistoia, Grão-ducado de Toscana             | 2 anos, 172 dias     |                        |
| 239 | Clemente X Clemens Decimus                                   |        | 29 de abril de 1670 a 22 de julho de 1676          | Roma, Estados Papais                        | 6 anos, 84 dias      |                        |
| 240 | Inocêncio XI Innocentius Undecimus                           |        | 21 de setembro de 1676 a 12 de agosto de 1689      | Como, Ducado de Milão                       | 12 anos, 325 dias    | [ nota 50 ]            |
| 241 | Alexandre VIII Alexander Octavus                             |        | 6 de outubro de 1689 a 1 de fevereiro de 1691      | Veneza, República de Veneza                 | 1 ano, 118 dias      |                        |
| 242 | Inocêncio XII Innocentius Duodecimus                         |        | 12 de julho de 1691 a 27 de setembro de 1700       | Spinazzola, Reino de Nápoles                | 9 anos, 77 dias      |                        |
| 243 | Clemente XI Clemens Undecimus                                |        | 23 de novembro de 1700 a 19 de março de 1721       | Urbino, Estados Papais                      | 20 anos, 116 dias    |                        |
| 244 | Inocêncio XIII Innocentius Tertius Decimus                   |        | 8 de maio de 1721 a 7 de março de 1724             | Poli, Estados Papais                        | 2 anos, 304 dias     |                        |
| 245 | Bento XIII, O.P. Benedictus Tertius Decimus                  |        | 29 de maio de 1724 a 21 de fevereiro de 1730       | Gravina in Puglia, Reino de Nápoles         | 5 anos, 268 dias     |                        |
| 246 | Clemente XII Clemens Duodecimus                              |        | 12 de julho de 1730 a 6 de fevereiro de 1740       | Florença, Grão-ducado de Toscana            | 9 anos, 209 dias     |                        |
| 247 | Bento XIV Benedictus Decimus Quartus                         |        | 17 de agosto de 1740 a 3 de maio de 1758           | Bolonha, Estados Papais                     | 17 anos, 259 dias    |                        |
| 248 | Clemente XIII Clemens Decimus Tertius                        |        | 6 de julho de 1758 a 2 de fevereiro de 1769        | Veneza, República de Veneza                 | 10 anos, 211 dias    |                        |
| 249 | Clemente XIV, O.F.M.Conv. Clemens Decimus Quartus            |        | 19 de maio de 1769 a 22 de setembro de 1774        | Santarcangelo di Romagna, Estados Papais    | 5 anos, 126 dias     |                        |
| 250 | Pio VI Pius Sextus                                           |        | 15 de fevereiro de 1775 a 29 de agosto de 1799     | Cesena, Estados Papais                      | 24 anos, 195 dias    |                        |
| 251 | Pio VII, O.S.B. Pius Septimus                                |        | 14 de março de 1800 a 20 de agosto de 1823         | Cesena, Estados Papais                      | 23 anos, 159 dias    |                        |
| 252 | Leão XII Leo Duodecimus                                      |        | 28 de setembro de 1823 a 10 de fevereiro de 1829   | Genga ou Espoleto, Estados Papais           | 5 anos, 135 dias     |                        |
| 253 | Pio VIII Pius Octavus                                        |        | 31 de março de 1829 a 1 de dezembro de 1830        | Cingoli, Estados Papais                     | 1 ano, 245 dias      |                        |
| 254 | Gregório XVI, O.S.B.Cam. Gregorius Decimus Sextus            |        | 2 de fevereiro de 1831 a 1 de junho de 1846        | Belluno, República de Veneza                | 15 anos, 119 dias    |                        |
| 255 | Pio IX, O.F.S. Pius Nonus                                    |        | 16 de junho de 1846 a 7 de fevereiro de 1878       | Senigália, Estados Papais                   | 31 anos, 236 dias    | [ nota 51 ]            |
| 256 | Leão XIII, O.F.S. Leo Decimus Tertius                        |        | 20 de fevereiro de 1878 a 20 de julho de 1903      | Carpineto Romano, Império Francês           | 25 anos, 150 dias    |                        |
| 257 | Pio X, O.F.S. Pius Decimus                                   |        | 4 de agosto de 1903 a 20 de agosto de 1914         | Riese, Império Austríaco                    | 11 anos, 16 dias     | [ nota 52 ]            |
| 258 | Bento XV, O.F.S. Beneditus Decimus Quintus                   |        | 3 de setembro de 1914 a 22 de janeiro de 1922      | Génova, Reino da Sardenha                   | 7 anos, 141 dias     | [ nota 53 ]            |
| 259 | Pio XI, O.F.S. Pius Undecimus                                |        | 6 de fevereiro de 1922 a 10 de fevereiro de 1939   | Desio, Império Austríaco                    | 17 anos, 4 dias      | [ nota 54 ]            |
| 260 | Pio XII, O.P. Pius Duodecimus                                |        | 2 de março de 1939 a 9 de outubro de 1958          | Roma, Itália                                | 19 anos, 221 dias    | [ nota 55 ]            |
| 261 | João XXIII, O.F.S. Ioannes Vicesimus Tertius                 |        | 28 de outubro de 1958 a 3 de junho de 1963         | Sotto il Monte, Itália                      | 4 anos, 218 dias     | [ nota 56 ]            |
| 262 | Paulo VI Paulus Sextus                                       |        | 21 de junho de 1963 a 6 de agosto de 1978          | Concesio, Itália                            | 15 anos, 46 dias     | [ nota 57 ]            |
| 263 | João Paulo I Ioannes Paulus Primus                           |        | 26 de agosto de 1978 a 28 de setembro de 1978      | Forno di Canale, Itália                     | 33 dias              | [ nota 58 ]            |
| 264 | João Paulo II Ioannes Paulus Secundus                        |        | 16 de outubro de 1978 a 2 de abril de 2005         | Wadowice, Polônia                           | 26 anos, 168 dias    | [ nota 59 ]            |
| 265 | Bento XVI Benedictus Decimus Sextus                          |        | 19 de abril de 2005 a 28 de fevereiro de 2013      | Marktl, Alemanha                            | 7 anos, 315 dias     | [ nota 60 ]            |
| 266 | Francisco, S.J. Franciscus                                   |        | 13 de março de 2013 a 21 de abril de 2025          | Buenos Aires, Argentina                     | 12 anos, 39 dias     | [ nota 61 ]            |
| 267 | Leão XIV, O.S.A. Leo Decimus Quartus                         |        | 8 de maio de 2025 a atualidade                     | Chicago, Estados Unidos                     | 91 dias              | [ nota 62 ]            |